# Hasvel (mikroarhitektura)
Hasvel je kodno ime procesorske mikroarhitekture koju razvija Intel kao nasledstvo na Ivy Bridge mikroarhitekturu. Intel je zvanično objavio CPU-ove sa ovom mikroarhitekturom 4. juna 2013. na Computex Taipei 2013, dok je Hasvel čip koji je radio prikazan na 2011 Intel Developer Forumu. Sa Hasvelom, koji koristi 22nm obradu, Intel je takođe predstavio procesore male snage napravljene za konvertabilne ili "hibridne" ultrabook-ove, određene "Y" nastavkom.
Hasvel CPU-ovi se koriste zajedno sa Intel čipsetovima serije 8 i Intel čipsetovima serije 9.

## Dizajn
Hasvel arhitektura je specificno dizajnirana da optimizuje troškove energije i performanse od prelaska na FinFET tranzistore koji su na poboljšanim 22 nm čvorovima.
Hasvel postoji u u tri glavne forme:
- Desktop verzija (LGA 1150 soket i novi LGA 2011-v3 soket): Haswell-DT
- Mobilna/Laptop verzija (PGA soket): Haswell-MB
- BGA verzija:
  - 47 W i 57 W TDP klase: Haswell-H (Za "All-in-one" sisteme, Mini-ITX matične ploče i druge male formate.)
  - 13.5 W i 15 W TDP klase (MCP): Haswell-ULT (Za Intelove Ultrabook platforme.)
  - 10 W TDP klasa (SoC): Haswell-ULX (Za tablete i implementacije kod određene klase UltraBook-ova.)

### Napomene
- ULT = Ultra Low TDP; ULX = Ultra Low eXtreme TDP
- Samo određene quad-core varijante i BGA R-serije SKU-ovi dobijaju GT3e (Intel Iris Pro 5200) integrisanu grafiku. Svi drugi modeli imaju GT3 (Intel HD 5000 ili Intel Iris 5100), GT2 (Intel HD 4200, 4400, 4600, P4600 or P4700) ili GT1 (Intel HD Graphics) integrisanu grafiku.
- Zbog niske potrošnje tableta i UltraBook platformi, Haswell-ULT i Haswell-ULX su samo moguće u dual-core konfiguracijama. Sve ostale verzije su dual-core ili quad-core varijante.

### Karakteristike
U poređenju sa Ivy Bridge:
- Približno 8% bolje izvršenje obrade vektora.
- Do 6% brža singl-nit performansa.
- 6% brža više-nitna performansa.
- Desktop varijante Haswela koriste između 8% i 23% više energije pod teretom nego Ivy Bridge.
- Poboljšanje od 6% u sekvencijalnim CPU performansama.
- Do 20% poboljšanje performansi u odnosu na integrisanu HD4000 GPU.
- Totalno poboljšanje performansi je u proseku oko 3%.
- Oko 15°C topliji nego Ivy Bridge, dok je klokovanje na 5.0 GHz moguće.

## Tehnologija

### Karakteristike prenesene od Ivy Bridge
- 22 nm izrada
- 3D tri-gate tranzistori
- Mikro-operacioni keš sposoban da skladišti 1.500 mikro-operacija (približno veličine 6 KB)
- Mejnstrim varijante idu do quad-core
- Prirodna podrška za dvokanalnu DDR3 memoriju, sa do 32 GB RAM-a na LGA 1150 varijantama
- 64 KB (32 KB instrukcija + 32 KB podataka) L1 keš i 256 KB L2 keša po jezgru
- Ukupno 16 PCI Express 3.0 linija

### Nove karakteristike
- Šire jezgro: četvrta aritmetička logička jedinica (ALU), treća adresna generaciona jedinica (AGU), druga jedinica predviđanja grananja, veći baferi, veći propusni opseg keša, poboljšani front-end i kontroler memorije
- Nove instrukcije
- Red dekodiranja instrukcija, koji sadrži instrukcije nakon sto su dekodirane, nije više statično razdvojen između dve niti koje svako jegro može da služi.
- Novi soketi i čipsetovi:
  - LGA 1150 za desktop, i rPGA947 i BGA1364 za mobilno tržište.
  - Z97 (performansa) i H97 (mejnstrim) čipsetovi za Haswell Refresh i Broadwell, u Q2 2014.
  - LGA 2011-v3 sa X99 čipsetom za vrhunsku desktop platformu Haswell-E.
- Intel Transactional Synchronization Extensions (TSX) za Haswell-EX varijantu.
- Hardverska grafička podrška za Direct3D 11.1 i OpenGL 4.3.
- DDR4 for the enthusiast and enterprise/server segments and for the Enthusiast-Class Desktop Platform Haswell-E
- Promenljivi bazni sat (BClk) kao LGA 2011.
- Četiri verzije integrisane GPU: GT1, GT2, GT3 i GT3e, gde GT3 version ima 40 egzekucionih jedinica (EUs). Haswelov prethodnik, Ivy Bridge, ima maksimum 16 EUs. GT3e verzija sa 40 EUs i on-package 128 MB ugrađenog DRAM (eDRAM), zvani Crystalwell. Efektno, ovaj eDRAM je Level 4 keš; dinamički se deli između on-die GPU i CPU, i koristi kao žrtva keš CPU-om Level 3 kešu.

### Osobine server procesora
- Hasvel-EP varijanta, izbačena na tržiste septembra 2014, sa do 18 jezgara i reklamirana kao Xeon E5-1600 v3 i Xeon E5-2600 v3
- Od Hasvel EX variante se očekuje da izađe 2015. Godine, sa 18 do 20 jezgara i TSX-om koji funkcioniše.
- Novi dizajn keša
- Do 35 MB ujedinjenog keša (keš poslednjeg nivoa LLC) za Hasvel-EP i do 40 MB za Hasvel-EX
- LGA 2011-v3 utičnica zamenjuje LGA2011 na Hasvelu EP. Nova utičnica ima isti broj iglica, ali je drugačije naštelovana, zbog električne inkopatibilnosti.
- Već plasirani Xeon E3 v3 Hasveli će biti osveženi u proleće 2014, zajedno sa osveženim Intel C220 serije PCH setom čipova.
- TDP do 160W za Hasvel EP
- Hasvel modeli sa deset ili više jezgara podržavaju COD mod rada, koji omogućava procesorevim višestrukim redovima jezgara i keša zadnjeg nivoa (LLC), da budu logički podeljeni u ono što je predstavljeno kao dva nejednaka memorijski pristupna procesora (NUMA), prema operativnom sistemu. Tako što drži podatke i komande lokalnim na delu procesora koji ih obrađuje, tako smanjujući vreme reakcije LLC-a , čime COD poboljšava performanse operativnog sistema i aplikacija.

### Hasvel osveženje
Polovinom 2014, Intel je izbacio na tržište osveženu verziju Hasvela, jednostavno nazvanu Haswell Refresh. U poređenju sa originalnom serijom Hasvel procesora, Haswell Refresh donosi umereni porast u frekvenciji procesora. Haswell Refresh procesori su podržani od strane novog čipseta serije 9 (Z97 i H97, nazvani Wildcat Point), dok matične ploče sa čipsetom serije 8 (nazvane Lynx Point), obično zahtevaju BIOS unapređenje da bi podržali Haswell Refresh procesore.
Procesori nazvani Djavolji kanjon (Devil's Canyon), koji obuhvataju i5, i7 K serije, koriste novi i unapređeni materijal za termalni interfejs (TIM), nazvan polimerski materijal za termalni interfejs sledeće generacije (NGPTIM). Ovaj poboljšani materijal smanjuje operativnu temperaturu procesora i povećava potencijal za overklokovanje, kao nešto što je bilo problematično jos od uvođenja Ivy Bridge-a. Druge promene kod Devil's Canyon procesora uključuju TDP povećanje na 88W, dodatni kondenzatori koji pomažu da se stabilizuje izlaz iz potpuno integrisanog regulatora voltaže (FIVR) i podrška za VT-d, koja je ranije bila ograničena na ne-K serije SKU-a.
TSX je bio još jedna odlika preneta iz ne-K serija, sve do avgusta 2014, kada je mikrokod unapređenje onemogućilo ovu opciju, zbog baga koji je otkriven tokom implementacije.
Pentium je takođe izbacio na tržiste Pentium Anniversary Edition (Pentium G3258), otključanu verziju, sa visokim mogućnostima overklokovanja, da obeleži 20. godišnjicu Pentiuma kao marke.

## Lista Hasvel Procesora

### Desktop procesori
- Svi modeli podržavaju: MMX, SSE, SSE2, SSE3, SSE4.1, SSE4.2, F16C, BMI1 (Instrukcije za manipulaciju bitovima1 ), + BMI2, Poboljšanu Intel Spid step tehnologiju (EIST), Intel64, XD bit (implementacija XN bita), Intel VT-x i smart keš.
  - Core i3, i5, i7 podržavaju AVX, AVX2, FMA3 i AES-NI.
  - Core i3, i7, kao i core i5-4570T i core i54570TE, podržavaju Hyper-threading (HT)
  - Core i5, i7 podržavaju Turbo Boost 2.0.
  - Iako su ga u početku podržavali određeni modeli, od avgusta 2014. desktop varijante više ne podržavaju TSX, zbog baga koji je otkriven tokom njegove implementacije. Da bi se ovaj problem zaobišao, mikrokod unapređenje je onesposobilo podršku za TSX.
  - SKU-ovi ispod 45xx, kao i R-serije i K-serije SKU-ovi, ne podržavaju Trusted Execution Technology ili vPro.
  - Intel VT-d, koji je Intelov IOMMU, je podržan na svim i5, i7 ne-K SKU-ovima, kao i na većini, ali ne svim i5, i7 K SKU-ovima. Dva K SKU-a bez

VT-d podrške su i5-4670K, i7-4770K. Podrška za VT-d zahteva da čipset, kao i matična ploče podržavaju VT-d.
- - Modeli i5-4690K, i7-4790K, nazvani Devil's Canyon imaju poboljšanu unutrašnju termalnu mast, koja pomaže pri odvođenju toplote i poboljšan unutrašnji regulator voltaže (FIVR), koji pomaže dovođenju stabilne struje u ekstremnim uslovima, kao što je overklokovanje.
- Broj tranzistora: 1,4 milijarde
- Veličina čipa: 177 mm kvadratnih
- Intel HD i Iris grafika u sledećim varijantama:
  - R-serija desktop procesori koriste Intel Iris Pro 5200 grafiku (GT3e)
  - Svi drugi trenutno poznati i3, i5, i7 desktop procesori koriste Intel HD 4600 (GT2)
  - Izuzetak su procesori 41xxx, koji koriste HD4400 grafiku (GT2)
  - Celeron i Pentium procesori koriste Intel HD grafiku (GT1)
- Pentium G3258 (Pentium izdanje za dvadesetu godišnjicu) ima otključan umnožavač.

## Spoljašnje veze
- „Intel Haswell Architecture Disclosure: Live Blog”. AnandTech. 11. 9. 2012. Архивирано из оригинала 20. 07. 2015. г. Приступљено 09. 02. 2017.
- „4th Generation of Core Microarchitecture: Intel Haswell”. X-bit labs. 12. 9. 2012. Архивирано из оригинала 03. 01. 2017. г. Приступљено 09. 02. 2017.
- „Intel Core "Haswell" Desktop Processor Box Pricing Compiled”. TechPowerUp. 23. 4. 2013.
- „XtremeSystems OC Examples”. Charles Wirth. 1. 4. 2013.
- „Intel Core i7-4770K CPU Review. Intel Haswell for Desktops: Ruin of Our Hopes?”. X-bit labs. 1. 6. 2013. Архивирано из оригинала 03. 01. 2017. г. Приступљено 09. 02. 2017.
- „Overview of Power Management for 3rd generation Ultrabook Platform, Haswell”. AnandTech Forums. 15. 10. 2013. Архивирано из оригинала 05. 12. 2014. г. Приступљено 09. 02. 2017.